# رايت ميلز
رايت ميلز (بالإنجليزية: C. Wright Mills)‏ رايت ميلز ( عالم اجتماع أمريكي راديكالي ) ولد في 28 أغسطس عام 1916، في (مدينة واكو) بولاية تكساس لأبوين من الطبقة المتوسطة، توفي في مارس 1962 إثر تعرضه لرابع أزمة قلبية، عن عمر يناهز 45 سنة في نيويورك.
يعتبر ميلز الأب الروحي للاتجاه الراديكالي في علم الاجتماع المعاصر، ومن الأعلام البارزين في اليسار الجديد بالولايات المتحدة الأمريكية في خمسينيات القرن العشرين المنصرم، لذا يمكن اعتباره شخصية أكاديمية غير عادية في علم الاجتماع الأمريكي آن ذاك، لأنه يؤمن بأن النخبة الأكاديمية في المجتمع يقع على عاتقها واجب أخلاقي لقيادة الطريق نحو مجتمع أفضل من خلال تلقنهم للقيم مع الجماهير. تبنى ميلز خلال حياته موقفاً لعل أفضل وصف له أنه جماهيري ليبرالي منه اشتراكي.
استوعب ميلز التراث الفلسفي الأوروبي - الأمريكي خصوصاً الفلسفة الراجماتية (النفعية) التي كانت تعتبر أحد أهم التيارات الفلسفية الهامة في الولايات المتحدة الأمريكية في ذلك الوقت. نُظر إلى ميلز باعتباره واحداً من أهم مؤسسي النزعة الراديكالية في علم الاجتماع المعاصر، ليس بسبب أفكاره الناقدة للتراث السوسيولوجي المحافظ والتقليدي فقط، بل بسبب تبنيه لوجهة نظر راديكالية ملتزمة.
ظهر ميلز في إطار شامل من الحركات اليسارية الجديدة التي ظهرت في أقطار عديدة خاصة الولايات المتحدة الأمريكية، حيث انتشرت موجة عارمة من النقد الاجتماعي، تمثلت بحركات الشباب والطلبة 1968، التي عمت أرجاء العالم الغربي بأكمله. لذا يمكن اعتباره رمزاً لمعارضة راديكالية لكل الممارسات السوسيولوجية التي ظهرت خلال فترة الأربعينيات والخمسينيات من القرن العشرين المنصرم، وبهذا أصبح ميلز جزءاً من تاريخ الفكر الاجتماعي الغربي، لأنه شكل نقطة انقطاع هامة في مسار الفكر الاجتماعي الذي ظل أسيراً لنزعة محافظة اعتذارية تسعى للدفاع عن الأوضاع القائمة ومعارضة أية تغيرات بنائية شاملة.
كان محور اهتمامه ميلز هو استخدام السلطة وإساءة استخدامها بصفة خاصة. فقد كان يرى أن الولايات المتحدة تحكمها نخبة صاحبة قوة وسلطة، يهتم قادة النقابات العمالية فيها بجمع الثروة. له العديد من المؤلفات في نقد المجتمع والسياسة وبناء القوة في أمريكا منها:
- الشخصية والبناء الاجتماعي وذو الياقات البيضاء 1953، صفوة القوة 1956.
- أسباب الحرب العالمية الثالثة 1958 .
- الخيال السوسيولوجي الواعد 1959.
- استمع أيها الأمريكي: الثورة في كوبا 1960، السلطة والسياسة والشعب 1963.
- علم الاجتماع والبراجماتية 1964.

## مقالات ذات صلة
- خيال اجتماعي

## روابط خارجية
- رايت ميلز على موقع الموسوعة البريطانية (الإنجليزية)
- رايت ميلز على موقع إن إن دي بي (الإنجليزية)